# Hemerotrecha marathoni
Espèce
Hemerotrecha marathoni est une espèce de solifuges de la famille des Eremobatidae.

## Distribution
Cette espèce est endémique des États-Unis. Elle se rencontre au Texas et au Nouveau-Mexique.

## Étymologie
Son nom d'espèce lui a été donné en référence au lieu de sa découverte, Marathon.

## Publication originale
- Muma, 1962 : The arachnid order Solpugida in the United States, Supplement 1. American Museum Novitates, no 2092, p. 1-44 (texte intégral).